# Eurycoptosia
Eurycoptosia is een kevergeslacht uit de familie van de boktorren (Cerambycidae). De wetenschappelijke naam van het geslacht werd voor het eerst geldig gepubliceerd in 1913 door Reitter.

## Soorten
Eurycoptosia is monotypisch en omvat slechts de volgende soort:
- Eurycoptosia bodoani (Pic, 1912)